# Sedgeberrow
Sedgeberrow – wieś w Anglii, w hrabstwie Worcestershire, w dystrykcie Wychavon. Leży 24 km na południowy wschód od miasta Worcester i 141 km na północny zachód od Londynu.